# سرمستان (دیر)
سَرمَستان، روستایی از توابع بخش آبدان در شهرستان دیر استان بوشهر در ایران است.

## جمعیت
این روستا مرکز دهستان سرمستان است و بر اساس سرشماری رسمی ۱۳۹۰ جمعیت آن ۵۷۶نفر (۱۲۶خانوار) است و در سال ۱۳۸۵ جمعیت آن ۵۲۳نفر (۹۳خانوار) بوده است.

## موقعیت
این روستا از شمال به شهر آبدان، از جنوب به شهر دوراهک و از شرق به رشته کوه‌های منتهی به زاگرس و از غرب به زمین‌های شوره زار و رشته کوه‌های گچ ترش استان منتهی می‌شود. شغل اغلب مردمان این دیار کشاورزی و کار در شرکت‌های صنعتی پارس جنوبی و غیره می‌باشد.